# Kamal Kamel Mohammed
El-Guamel Kamal Kamel Mohammed (in arabo الجميل كمال كامل محمد‎?; 8 giugno 1945) è un ex cestista egiziano.

## Carriera
Con l'Egitto ha disputato i Giochi olimpici di Monaco 1972 e i Campionati mondiali del 1970.